# روپونگی هیلز

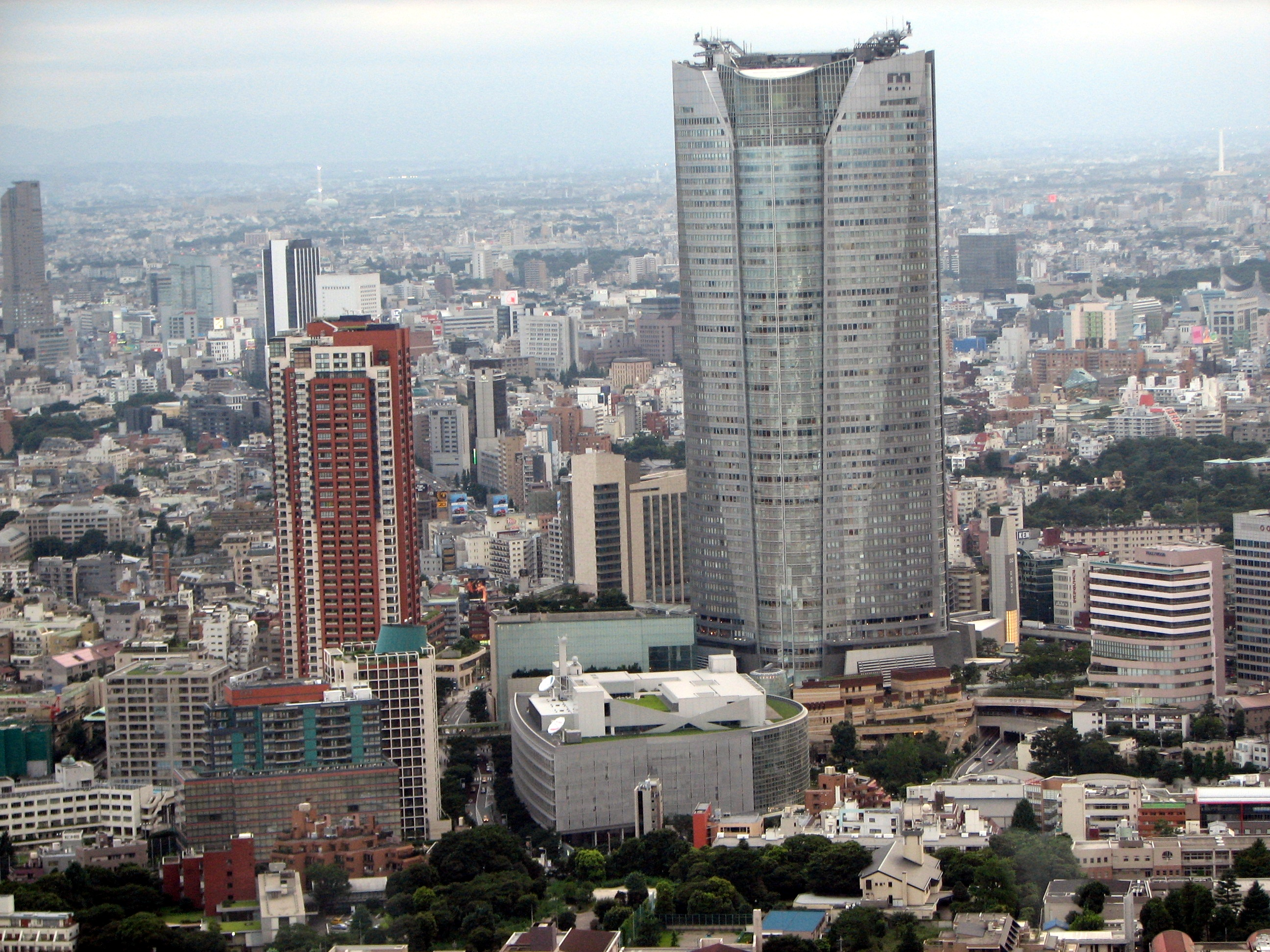
مجتمع روپونگی هیلز در روپونگی

روپونگی هیلز (به ژاپنی: 六本木ヒルズ Roppongi Hiruzu) (به انگلیسی: Roppongi hills) نام یک مجتمع ساختمانی شامل چندین آسمانخراش است که در منطقهٔ میناتو، محلهٔ روپونگی در توکیو پایتخت ژاپن واقع شده‌است. این مجتمع در سال ۲۰۰۳ میلادی افتتاح شده و شامل فضاهای اداری آپارتمان، مغازه‌ها، رستوران‌ها، کافه‌ها، سینماها، موزه، هتل، استودیوی تلویزیونی بزرگ، سالن آمفی تئاتر در فضای باز و پارک است. روپونگی هیلز موری تاور بلندترین ساختمان روپونگی هیلز است و دارای ۵۴ طبقه و ۲۳۸ متر ارتفاع است.

## جاهای روپونگی هیلز
- مجتمع سینمای توهو روپونگی هیلز (TOHO CINEMAS ROPPONGI HILLS) دارای ۹ سالن سینمایی می‌باشد.

## دسترسی
- خطوط متروی توکیو
  -  متروی توکیو، خط هیبیا، ایستگاه روپونگی H-04
  -   متروی توئی، خط اوادو، ایستگاه روپونگی E-23

## نگارخانه

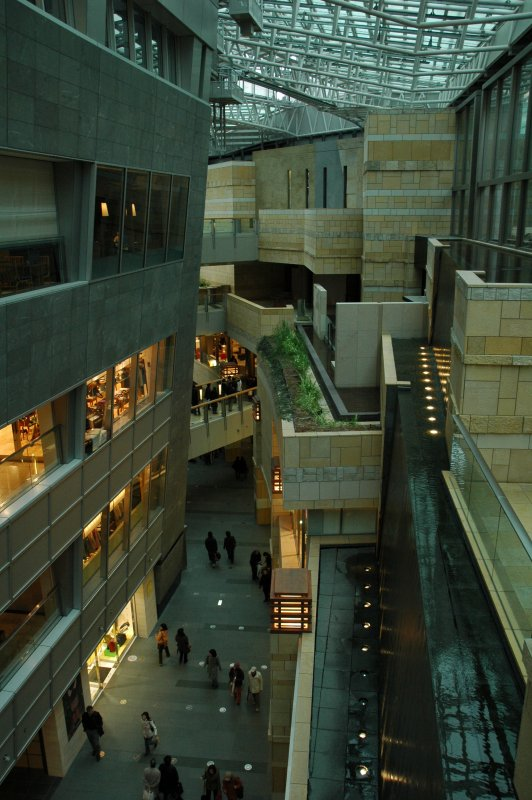
مرکز خرید روپونگی هیلز
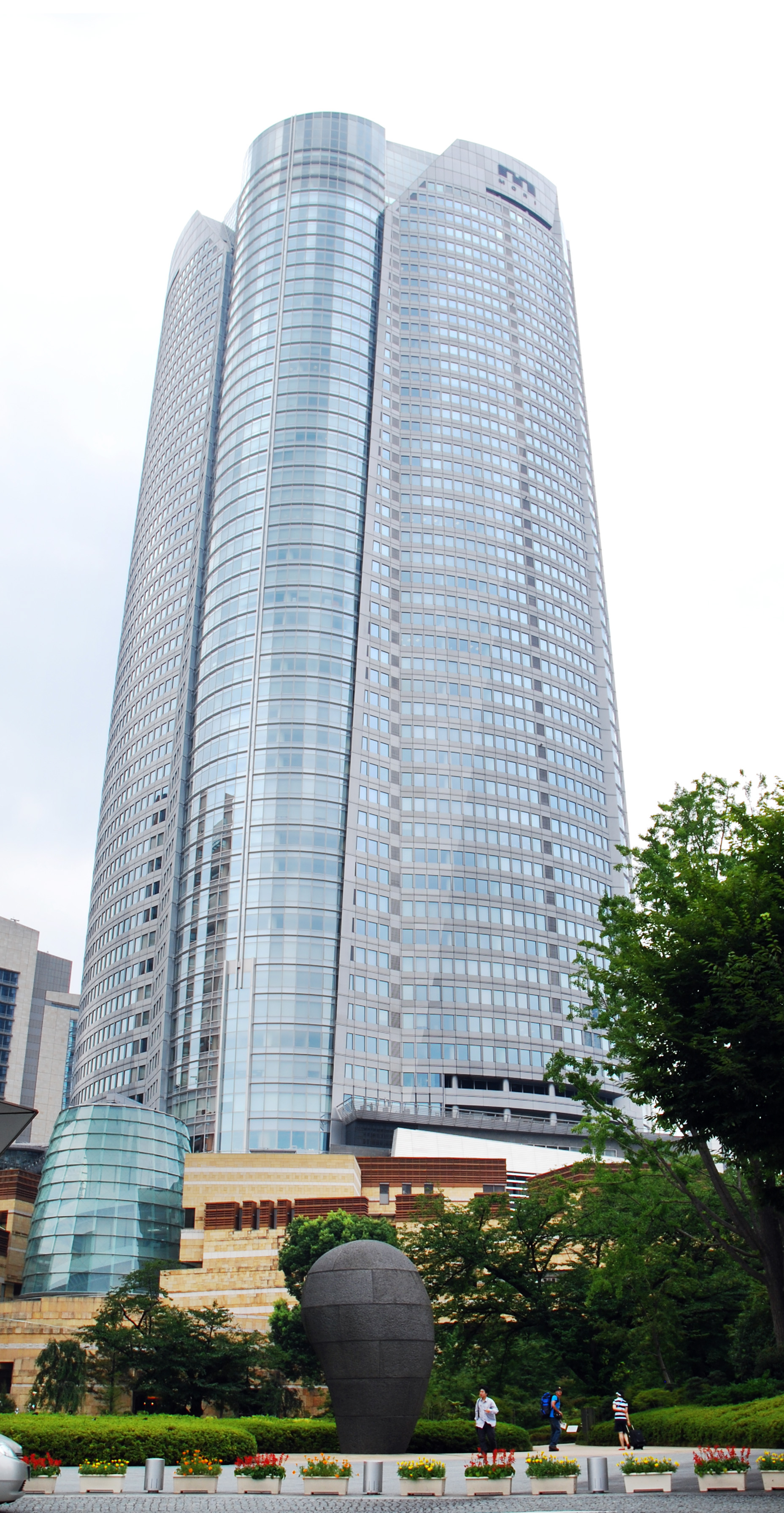
روپونگی هیلز موری تاور
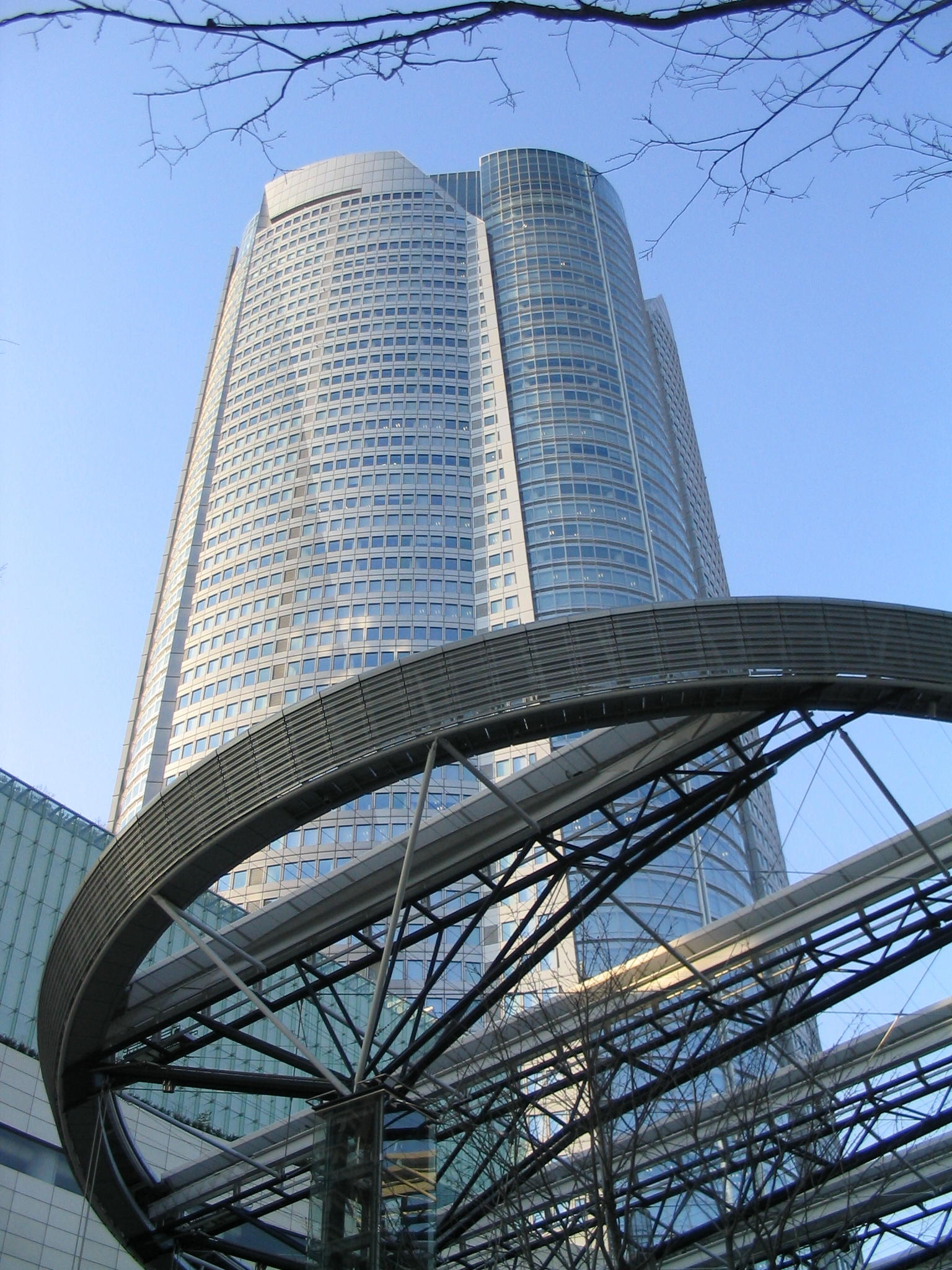
نمای نزدیک موری تاور
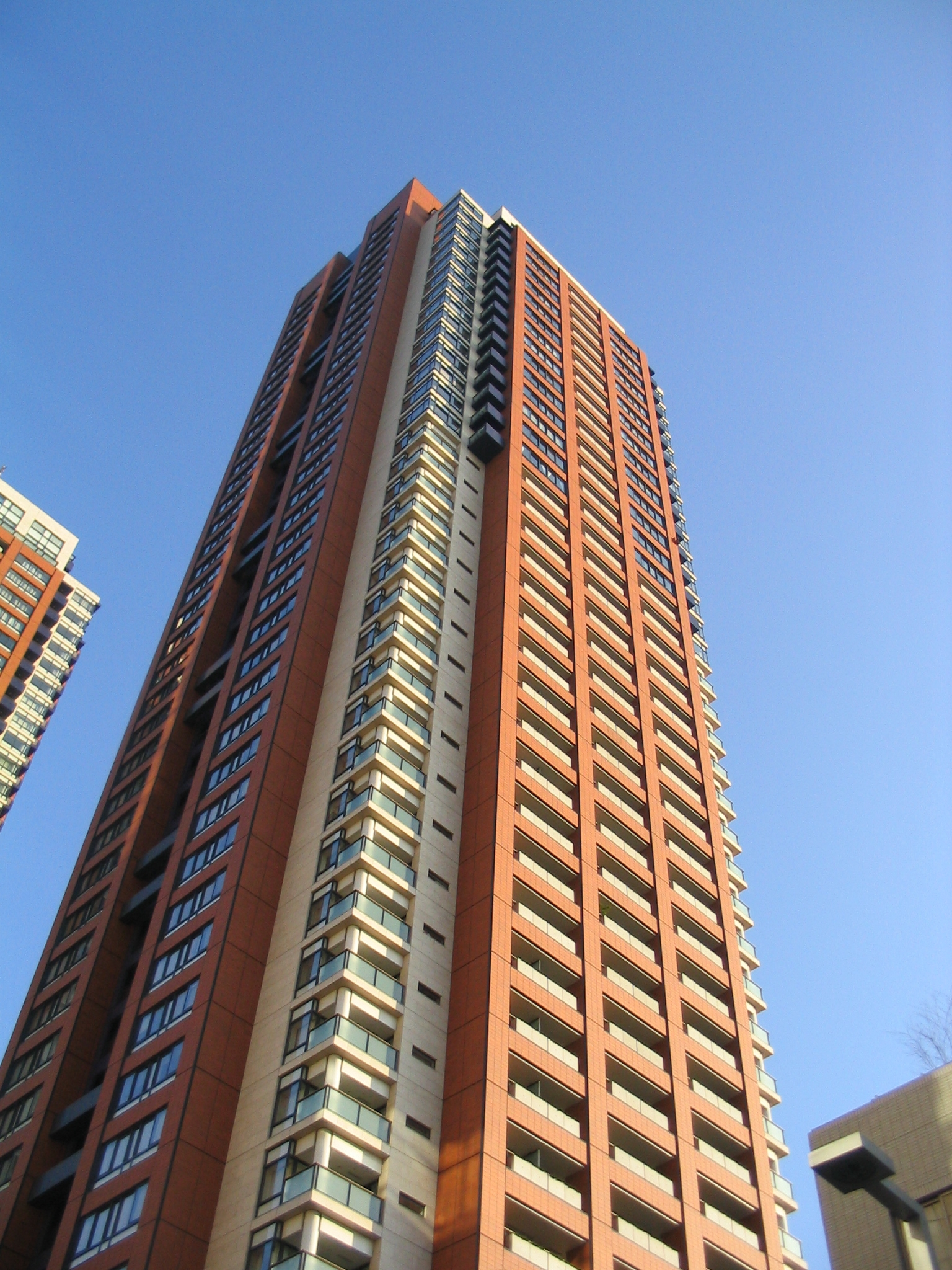
یکی از برج‌های دوقلوی کندو